# Sättmyrberget
Sättmyrberget är ett naturreservat i Ragunda kommun i Jämtlands län.
Området är naturskyddat sedan 2004 och är 58 hektar stort. Reservatet omfattar delar av Sättmyrbergets sydöstra slutning och består gran med ett flertal grova tallar och grov asp.